# François Libermann

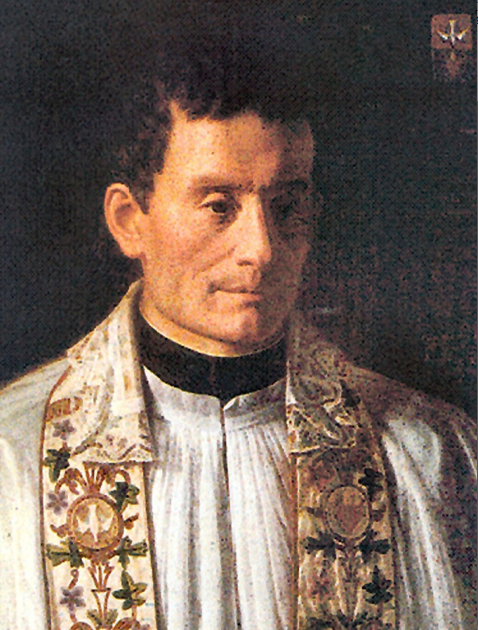
François Libermann

François Libermann (* 12. April 1802 in Saverne; † 2. Februar 1852 in Paris) war ein französischer römisch-katholischer Geistlicher und Ordensgründer. In Sébikotane im Senegal ist das seit 1911 bestehende Grand séminaire François Libermann nach ihm benannt.

## Leben und Werk

### Abkehr vom jüdischen Glauben
Jacob Libermann wuchs als fünftes Kind des Rabbiners von Zabern im Elsass auf und wurde zur strengsten Beachtung der Tora angehalten. 1822 schickte ihn sein Vater auf die Höhere Talmudschule nach Metz. Unter der Wucht der Verachtung und Feindschaft, die ihm dort entgegenschlugen (unter anderem, weil er sein Französisch verbessern wollte), warf er den jüdischen Glauben von sich ab und begann, die Schrift kritisch zu lesen: Gottes Auserwählung eines einzigen Volkes auf Kosten der anderen erschien ihm ungerecht. Die griechischen Philosophen schienen ihm der Zuwendung Gottes würdiger. Die biblischen Wunder kamen ihm absurd vor.

### Hinwendung zum Katholizismus
Durch die Lektüre des Glaubensbekenntnisses des savoyischen Kaplans aus Rousseaus Emile oder über die Erziehung und durch das Vorbild seines ältesten Bruders, der 1825 konvertierte, näherte er sich innerlich dem katholischen Glauben an, blieb aber vorerst skeptisch. Im Oktober 1826 ging er zur Klärung nach Paris. Dort traf er auf den 1823 konvertierten Landsmann und ehemaligen Rabbiner David-Paul Drach (1791–1865), der für seine Aufnahme in das katholische Seminar am Gymnasium Stanislas sorgte. Weihnachten 1826 ließ er sich auf den Namen François (Marie Paul) taufen. Im Oktober 1827 wurde er in das Priesterseminar Saint-Sulpice aufgenommen, doch verwehrte ihm ein epileptischer Anfall den Zugang zum Priesteramt. Er durfte im Seminar bleiben und erwarb sich einen Ruf als Seelenführer. In der ihm 1838 übertragenen Aufgabe als geistlicher Leiter der Eudisten-Novizen in Rennes war er wegen zu hoher Anforderungen an die jungen Menschen nur mäßig erfolgreich.

### Gründung und Leitung eines Missionsordens
Am 28. Oktober 1839, dem Fest der Apostel Simon und Judas Thaddäus, spürte er einen innerlichen Ruf zur Heidenmission und zur Gründung eines dafür bestimmten Ordens. Er brach im Januar 1840 nach Rom auf und verbrachte dort ein Jahr in Erwartung der Genehmigung durch den Vatikan. 1841 besserte sich sein Gesundheitszustand, und er konnte am 18. September 1841 in Amiens zum Priester geweiht werden. Am 25. September gründete er in Paris in der Kirche Notre-Dame-des-Victoires die Société du Saint-Cœur de Marie (Gesellschaft vom Heiligen Herzen Mariens) zur Bekehrung der Schwarzen und eröffnete sogleich in La Neuville (Amiens) ein Noviziat. Von dort entsandte er im September 1843 zehn Missionare nach Guinea, von denen sieben innerhalb eines Jahres starben. Sie wurden durch zahlreiche Neueintritte ersetzt.

### Verschmelzung mit den Spiritanern und Tod
1848 kam es durch Zusammenschluss mit dem von Claude Poullart des Places 1703 gegründeten Seminar vom Heiligen Geist zur Missionsgesellschaft vom Heiligen Geist unter dem Schutz des Unbefleckten Herzens Mariens unter Libermann als erstem gemeinsamen Ordensoberen. Die Spiritaner trugen erheblich zum Aufschwung der Überseemission bei. Libermann, der die Mission von Frankreich aus dirigierte, wurde im November 1851 krank und starb im Februar 1852 im Geruch der Heiligkeit. 1910 erklärte ihn Pius X. für verehrungswürdig. Seine sterblichen Überreste ruhen seit 1967 im Mutterhaus der Spiritaner in der Rue Lhomond Nr. 30 in Paris. Seine Geburtsstadt Saverne hat ihm ein Denkmal errichtet.

## Werke (Auswahl)
- Du hast auf mich Deine Hand gelegt ... Ein Aufruf Franz Libermanns an unsere Zeit. Deutsche Provinz der Missionsgesellschaft vom Heiligen Geist, Köln 1985.
- Priester-Werden & Priester-Wirken. Gedanken des ehrwürdigen Pater Franz Maria Libermann. Sarto Verlagsbuchhandlung GmbH, Bobingen 2017 (zuerst 1946 u. d. T. Sancti erunt Deo suo!).
- (Lambert Vogel, Hrsg.) Lettres du vénérable père Libermann. Desclée de Brouwer 1965.